# Raffi

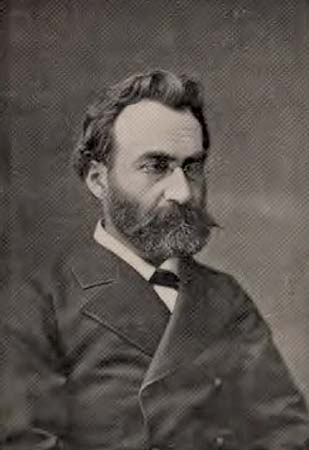
Hakob Melik-Hakobian alias Raffi

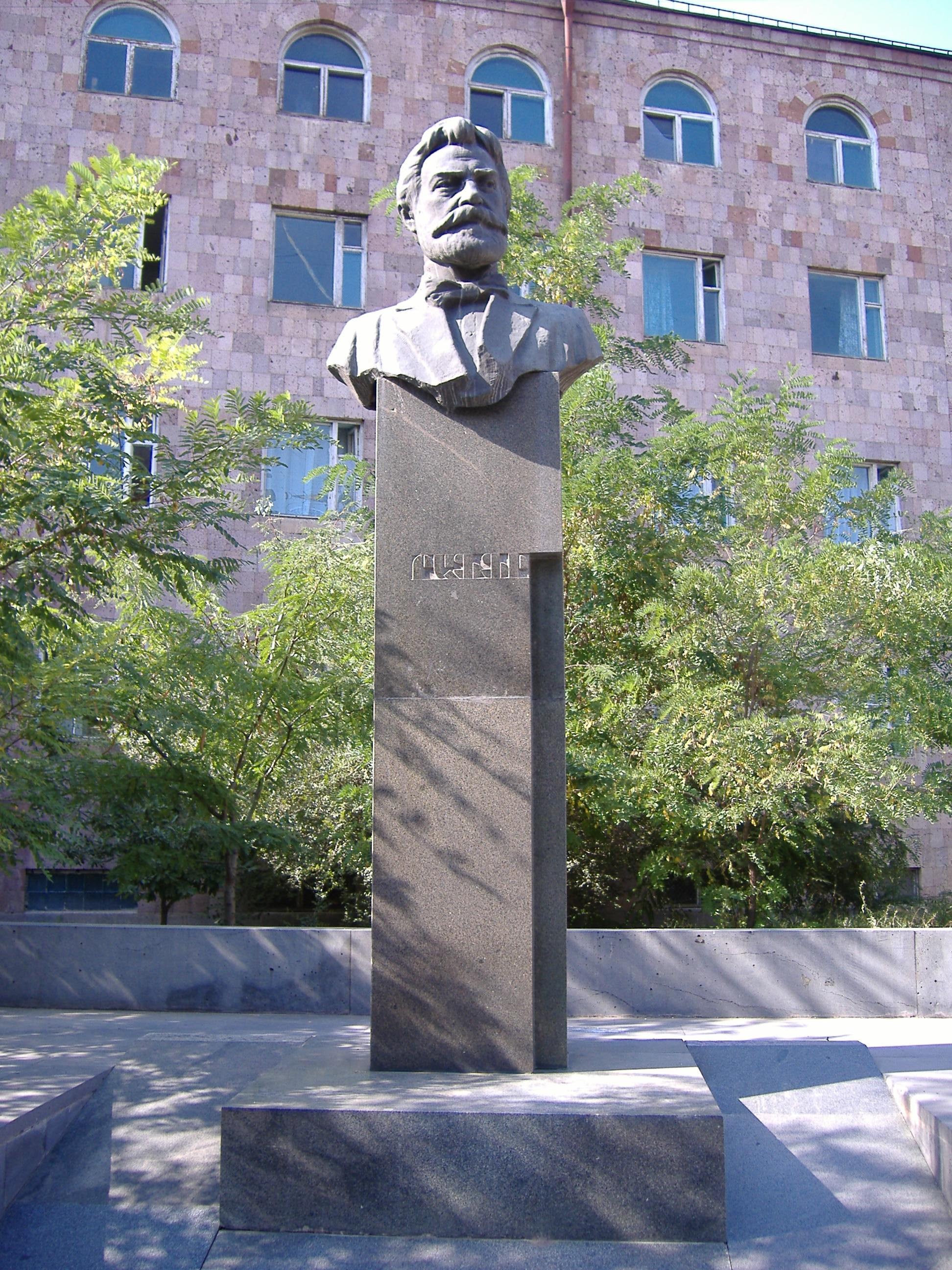
Raffi-Denkmal in Jerewan

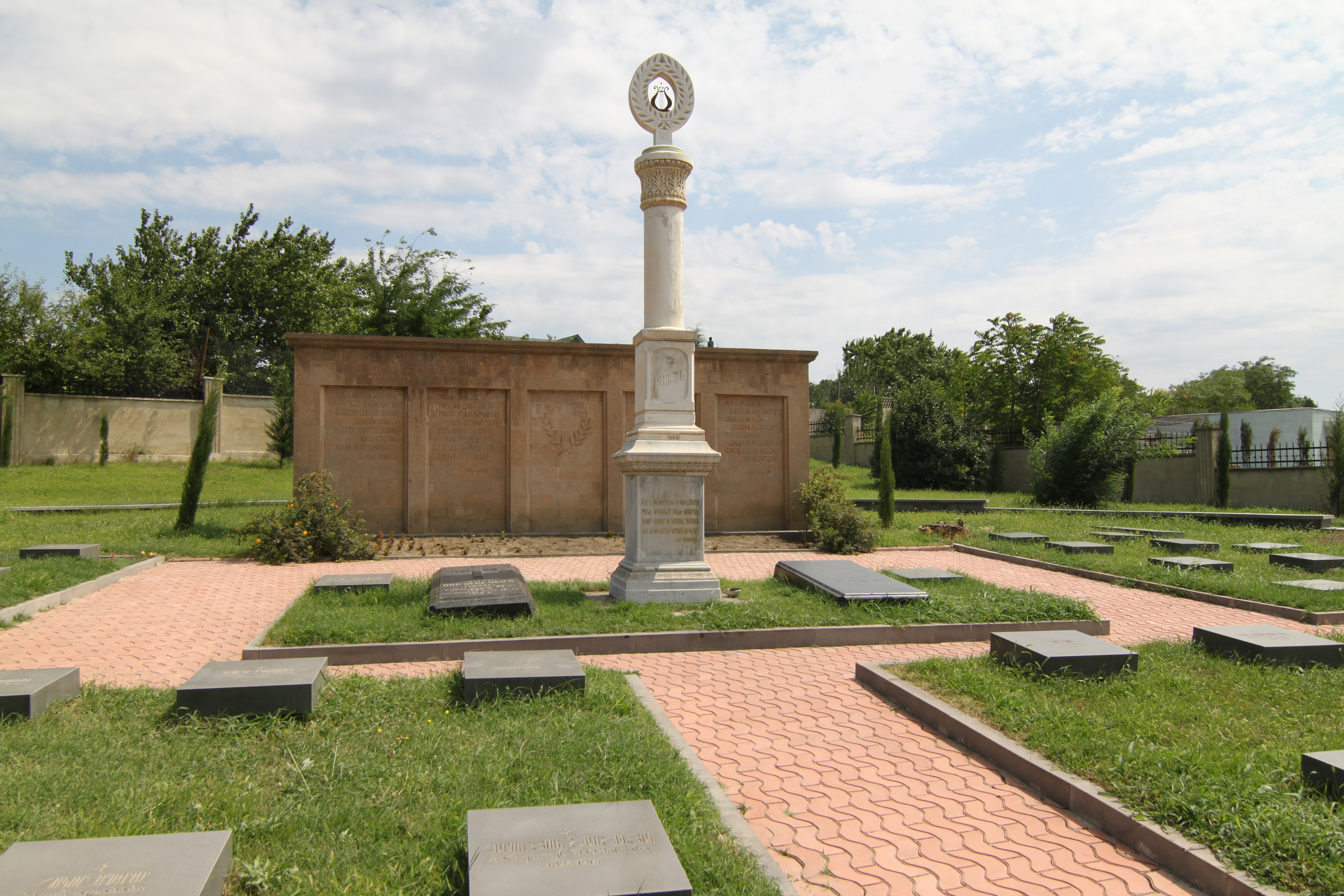
Raffi-Grabmal, Chodschiwank in Tiflis

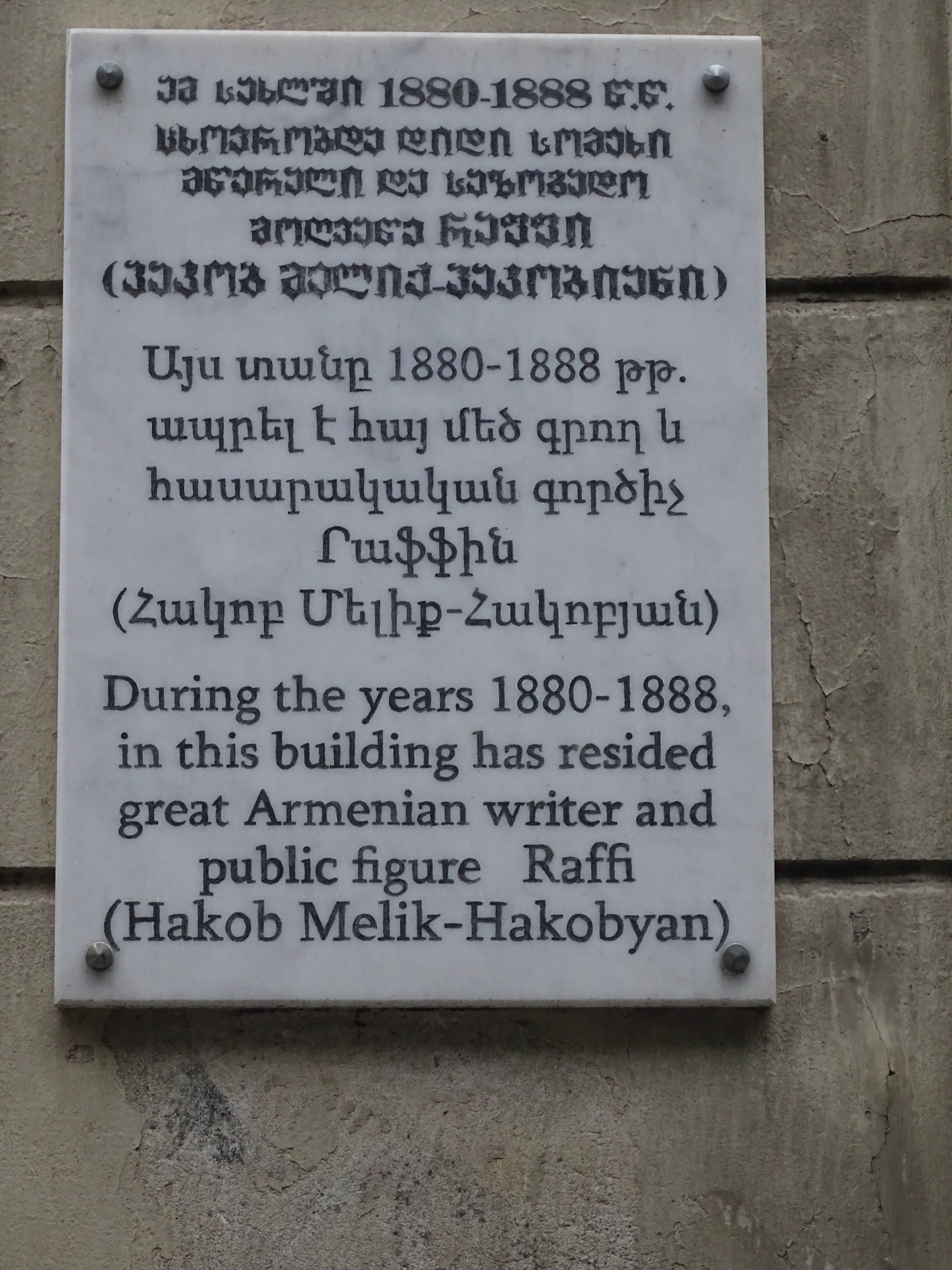
Chonkadze-Str. 3, Tiflis

Hakob Melik-Hakobian, auch Hakop Melik-Hakopian, bekannter unter dem Künstlernamen Raffi (armenisch Հակոբ Մելիք-Հակոբյան bzw. Րաֆֆի, westarmenisch Յակոբ Մելիք-Յակոբեան; * 1835 in Salamas, Iran; † 25. April 1888 in Tiflis, Russland, heute Georgien) war ein armenischer Schriftsteller und historisch-politischer Autor, als solcher einer der wichtigsten der armenischen Literatur des 19. Jahrhunderts.

## Leben
Hakob Melik-Hakobian wurde 1835 im iranischen Salamas (auch: Salmast) in eine angesehene Familie von Meliken als ältester von neun Geschwistern geboren. 1847 schickte ihn sein Vater in das damals russische Tiflis, damit er eine gute Ausbildung erhalte. Da sein Vater als Kaufmann seine Hilfe sehr in Anspruch nahm, musste er den Besuch der Mittelschule abbrechen, blieb aber dennoch ein lesefreudiger Mann. Durch seine Handelsreisen kam er viel herum in Iran und dem Osmanischen Reich, hier insbesondere in den damals teilweise armenisch besiedelten, als Westarmenien bekannten Gebieten. Mit einer Wallfahrergruppe kam er nach Musch und nach Van, wo er die dortigen armenischen Klöster besuchte.
Hakob Melik-Hakobians erster, 1860 veröffentlichter Artikel behandelte das Kloster Aghdamar auf einer Insel im Vansee und wurde viel beachtet. 1872 wurde Hakob Melik-Hakobian von Grigor Artsruni als Mitarbeiter der Zeitschrift Mschak angenommen. Im selben Jahr brachte er unter dem Decknamen Melik'zade den ersten Teil seines ersten Romans Salbi oder persische Bilder heraus, der sehr viel Erfolg beim armenischen Publikum hatte. Der Protagonist des beliebten Romans hieß Raffi, und unter diesem Namen wurde rasch der Autor desselben bekannt. Als ein Band in überarbeiteter Form in moderner armenischer Sprache sollte Salbi jedoch erst posthum 1910 erscheinen. Waren Raffis Schriften bis 1877 vor allem moralisierend, so nährten die Ergebnisse des russisch-türkischen Krieges 1878 seine Hoffnungen auf ein unabhängiges Armenien. Seine Romane hatten nunmehr einen deutlich nationalrevolutionären Charakter, womit Raffi für die Befreiung der Armenier von der Fremdherrschaft eintrat. So lässt er 1880 seinen Protagonisten David Bek ausrufen: „O Väter! O Urväter! ... Hättet ihr Festungen anstatt Klöster gebaut, mit denen unsere Heimat voll ist ..., dann ginge es uns heute besser!“ In seiner erstmals 1882 erschienenen Geschichte der Chamsa (auch: Die fünf Meliks von Karabagh) beschreibt er die Fünf Fürstentümer (Chamsa) von Karabach.
Raffi starb am 25. April 1888 in Tiflis an den Folgen einer seit 1886 andauernden Lungenkrankheit. Er wurde am 29. April 1888 auf dem dortigen armenischen Friedhof von Chodschiwank beerdigt.

## Familie
Raffi war mit Anna Hormouz verheiratet, der Tochter einer assyrisch-evangelischen Familie, die nach seinem Tod mit den beiden gemeinsamen Söhnen Aram und Arshag nach London zog. Sie hatten auch eine Tochter, die aber in jungen Jahren starb.

## Werke
Zu Raffis bekanntesten Werken gehören:
- Salbi oder persische Bilder (Սալբի, auch Salpi), 1855–1874, als ein Band veröffentlicht 1911
- Harem (Հարեմ), erste Teile 1874–75, letzter Teil von seiner Witwe veröffentlicht
- Dschalaleddin (Ջալալեդդին), 1878; deutsch von Joannisiany Bilder aus Persien und Türkisch-Armenien in Armenische Bibliothek Band III, S. 1–197, Leipzig 1886; französisch von A. Tchobanian in Revue des Revues 1896–1897; englisch Armenia, New York 1910
- Der Tor (Խենթը), 1880; russisch Tiflis 1901; tschechisch Prag 1902; georgisch Tiflis 1903
- David Bek (Դավիթ Բեկ), 1880–82
- Der goldene Hahn (Ոսկի աքաղաղ), 1882
- Die Fünf Meliktümer von Karabach (Խամսայի մելիքութիւնները, später in reformierter Schreibung Խամսայի մելիքություններ), 1882
- Tagebuch eines Kreuzdiebs (Խաչագողի հիշատակարանը), 1882–83
- Funken, Band 1 (Կայծեր, մաս 1), 1883), Band 2 (Կայծեր, մաս 2), 1884
- Samuel (Սամվել, auch Samvel), 1886
- Erinnerungen (Հուշագրություններ)